# Спорт в Таджикистане

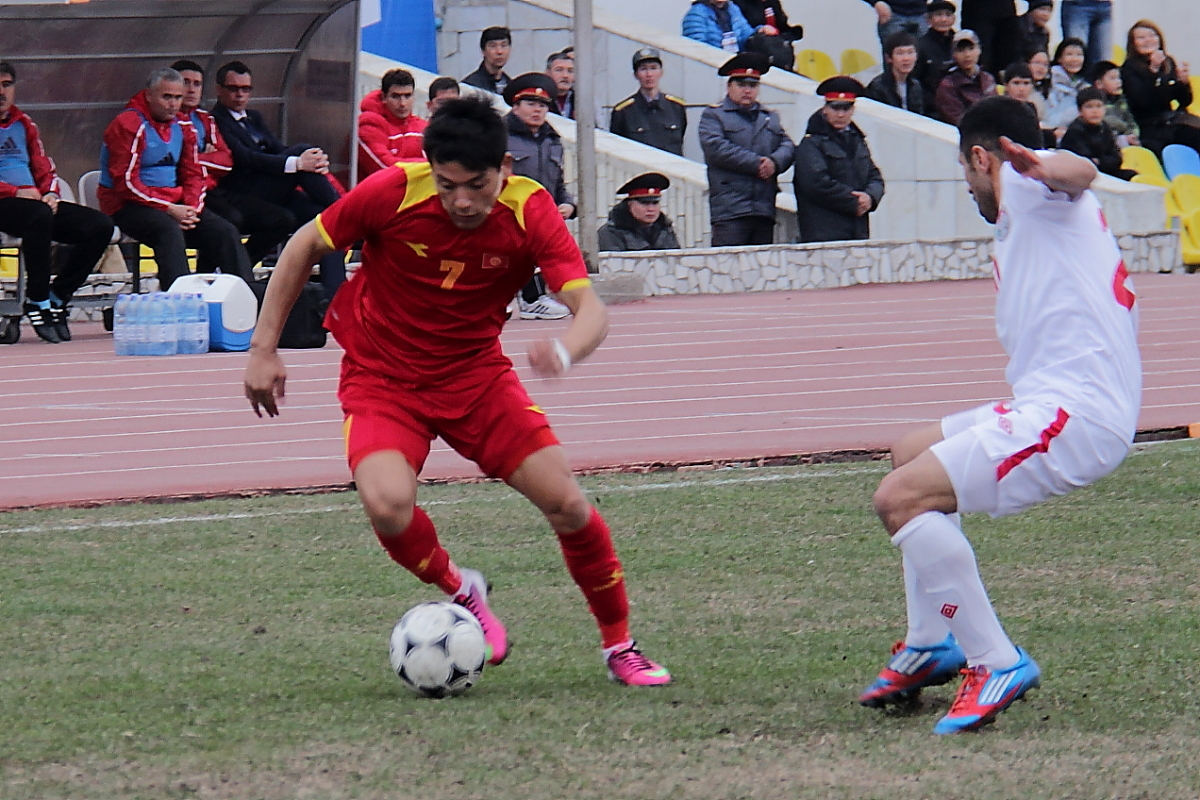
Футбол на главном стадионе Таджикистана «Памир»

Спорт в Таджикистане — один из приоритетных и самых востребованных видов деятельности в этом государстве. Закон Республики Таджикистан № 243 от 5 марта 2007 года о физической культуре и спорте устанавливает и регулирует правовые, организационные и социально-экономические основы, обеспечивая деятельность в области физической культуры и спорта в стране.

## Основные понятия
Согласно закону «О физической культуре и спорте в Республике Таджикистан», в основные понятия входят:

— спорт — одна из основ физической культуры, сложившаяся в форме специальной практики подготовки человека к соревнованиям и соревновательной деятельности с целью достижения спортивных результатов;
— любительский спорт — многогранное, массовое спортивное движение, как органическая часть системы физического воспитания граждан и выявления перспективных и талантливых спортсменов в различных видах спорта;
— профессиональный спорт — профессиональная спортивная деятельность физического, либо юридического лица, участвующих в спортивных соревнованиях, с целью достижения высоких спортивных результатов и получения прибыли;
— спортсмен-любитель — спортсмен, систематически занимающийся избранным видом спорта или физическими упражнениями, принимающий добровольное участие в спортивных соревнованиях или выполнивший разрядные нормативы согласно требованиям Единой спортивной классификации или республиканским нормативам комплекса «Физическая культура и здоровье»;
— спортсмен-профессионал — спортсмен, для которого занятие спортом является основным видом деятельности и который получает в соответствии с контрактом заработную плату и иное денежное вознаграждение за подготовку к спортивным соревнованиям и участие в них.
— 

## Краткая история
Период СССР
История спорта в Таджикистане начинается с апреля 1925 года. Душанбинский военно-спортивный клуб при военном гарнизоне, расквартированном там же, начал приглашать военных спортсменов из городов Курган-Тюбе, Термез и Куляб. В программу соревнований входили конный спорт и военно-прикладные виды спорта. Впервые мероприятие по пропаганде физической культуры и спорта среди населения Душанбе проводили в виде спортивного праздника, который состоялся по случаю дня провозглашения Таджикской АССР 15 марта 1925 года.
Первый спортивный объект в Душанбе, стадион «Спартак», был построен в 1930 году. В 1932 году был введён в эксплуатацию стадион «Динамо». В 1939 году было начато строительство Республиканского стадиона имени М. В. Фрунзе, но строительные работы были прекращены с началом Великой Отечественной войны. В 1946 году была построена западная трибуна на 5 тысяч мест. Только в 1962 году была завершена полная реконструкция стадиона на 21 400 мест.
«Федерация пропаганды физической культуры и спорта Таджикский ССР» была создана в 1962 году, председателем её стал Аминджан Шукухи — известный таджикский поэт. Его заместителем был избран Михаил Левин — заместитель председателя Союза писателей и председатель Федерации республиканского футбола.
Республиканский плавательный бассейн с подогревом воды был сдан в эксплуатацию в 1971 году. Территория спортивного комплекса на сегодняшний день[когда?] занимает свыше 20 га земли. Здесь находятся бассейн «Ҳавзи шиноварии ҷумҳуриявӣ», зал ручных игр и Дворец тенниса.
Период независимого Таджикистана

## Популярные виды спорта
Самый популярный вид спорта в Таджикистане, является национальная борьба (тадж. гуштинг), объединяющая такие виды как самбо, дзюдо и вольная борьба.
- Борьба — представитель Юсуп Абдусаломов
- Дзюдо — представитель Расул Бокиев
- Самбо — представитель Азалшо Олимов, мастер спорта СССР, первый чемпион СССР и Европы по самбо из Средней Азии, Саидмумин Рахимов

Не менее популярным видом спорта в стране является тхэквондо ITF. Мирсаид Яхъяев, обладатель чёрного пояса VIII дана, является основателем и президентом Национальной федерации тхэквондо и кикбоксинга (НФТиК). За 20 лет работы в НФТК было подготовлено:
- 36 чемпионов мира;
- 4 заслуженных тренера Республики Таджикистан;
- 10 заслуженных мастеров спорта Республики Таджикистан;
- 35 мастеров спорта международного класса;
- более 100 мастеров спорта Республики Таджикистан[4].

Самые яркие представители из них — многократные чемпионы мира, Европы и Азии Шахоб Бахрамов, братья Дилшод и Далер Сайфиддиновы.

## Международные соревнования
- Международные соревнования по альпинизму (2012)[5].
- Международные соревнования по парусному спорту (2014)[6].
- Чемпионат мира среди юниоров по тхэквондо ITF (2014)[7][8]

## Олимпийские игры
С 1952 года таджикские спортсмены выступали за сборную СССР, а на летних Олимпийских играх 1992 года входили в состав Объединённой команды. Как суверенное государство, Таджикистан впервые выступил на летней Олимпиаде в 1996 году и с тех пор принимал участие во всех летних Играх.
Спортсмены Таджикистана трижды[когда?] участвовали в зимних Олимпиадах.